# Axioma's van de kansrekening
De axioma's van de kansrekening zijn enkele door de Russische wiskundige Kolmogorov geformuleerde axioma's om een strenge onderbouwing te geven aan de kansrekening. Gedurende lange tijd werd kansrekening bedreven op grond van experimenten met een eindig aantal even waarschijnlijke uitkomsten. Op tamelijk gekunstelde wijze werden situaties die op deze wijze niet direct konden worden beschreven, zo gemodelleerd dat zij toch in dit raamwerk pasten. Meer en meer leidde dit tot onoverkomelijke moeilijkheden in de theorie. Kolmogorov publiceerde in 1933 in het Duits het leerboek Grundbegriffe der Wahrscheinlichkeitsrechnung, uitgegeven door het Springer-Verlag in Heidelberg. Daarin doorbrak hij de impasse door een axiomatische aanpak van de kansrekening voor te stellen.

## Kansruimte
Bij kansrekening is er altijd sprake van een verzameling {\displaystyle \Omega } van uitkomsten, die niet leeg is, en een verzameling {\displaystyle {\mathcal {F}}} van een aantal gegeven deelverzamelingen daarvan, van gebeurtenissen. Op de gegeven gebeurtenissen is een kans {\displaystyle P}, van 'Probabilitas', gedefinieerd. De verzameling {\displaystyle \Omega } kan worden gezien als de verzameling van de mogelijke uitkomsten van een kansexperiment. {\displaystyle \Omega } wordt daarom de uitkomstenruimte genoemd en de elementen van {\displaystyle \Omega } uitkomsten. Over het algemeen kan niet iedere deelverzameling van {\displaystyle \Omega } als gebeurtenis optreden. De verzameling van deelverzamelingen die wel als gebeurtenis kunnen optreden is {\displaystyle {\mathcal {F}}}. Om te garanderen dat allerlei met een of meer gebeurtenissen samenhangende deelverzamelingen van {\displaystyle \Omega } ook tot de gebeurtenissen behoren, wordt geëist dat {\displaystyle {\mathcal {F}}} een σ-algebra is. De kans {\displaystyle P} moet voldoen aan de volgende voorwaarden, de zogenaamde axioma's van Kolmogorov:
1. Voor iedere gebeurtenis {\displaystyle A\in {\mathcal {F}}} geldt: {\displaystyle P(A)\geq 0}. Een kans is niet negatief.
2. {\displaystyle P(\Omega )=1}. De totale kans is genormeerd op een.
3. Voor een rij gebeurtenissen {\displaystyle (A_{k})}, die onderling disjunct zijn, dus met {\displaystyle A_{i}\cap A_{j}=\emptyset } voor {\displaystyle i\neq j}, geldt:

{\displaystyle P\left(\bigcup A_{k}\right)=\sum P(A_{k})}
In woorden: voor een rij of aftelbare verzameling gebeurtenissen die niet tegelijkertijd kunnen optreden, kan de kans dat een van deze gebeurtenissen optreedt worden berekend als de som van de kansen op de afzonderlijke gebeurtenissen.
Een dergelijk drietal {\displaystyle (\Omega ,{\mathcal {F}},P)} heet kansruimte en is een bijzonder geval van een maatruimte. De maat van de gehele ruimte is 1, zo'n maat wordt een kansmaat genoemd.
{\displaystyle {\mathcal {F}}} is een deelverzameling van de machtsverzameling van {\displaystyle \Omega } en wordt ook een familie van deelverzamelingen van Ω genoemd.

## Voorbeelden

### Voorbeeld 1
Bij eenmaal gooien met een dobbelsteen is de uitkomstenruimte, de verzameling mogelijke uitkomsten {\displaystyle \Omega =\{1,2,3,4,5,6\}}. Voor de gebeurtenissen kunnen hier alle deelverzamelingen van {\displaystyle \Omega } worden genomen. De kans op een van de ogenaantallen 1 tot en met 6, dus de kans op heel {\displaystyle \Omega }, is 1. De gebeurtenis 'de uitkomst is even' is {\displaystyle \{2,4,6\}} en de gebeurtenis 'de uitkomst is 1 of 5 is '{\displaystyle \{1,5\}}. Beide gebeurtenissen zijn disjunct, dus is de kans op {\displaystyle \{1,2,4,5,6\}} gelijk aan de som van de kansen op elk afzonderlijk:
{\displaystyle P(\{1,2,4,5,6\})=P(\{2,4,6\})+P(\{1,5\})}
Bij een zuivere dobbelsteen zal de kans op elk van de gebeurtenissen {\displaystyle \{1\},\{2\},\cdots ,\{6\}} dezelfde zijn, dus gelijk aan 1/6. Voor de hiervoor genoemde gebeurtenissen geldt dan: 
{\displaystyle P(\{1,2,4,5,6\})=P(\{2,4,6\})+P(\{1,5\})={\tfrac {3}{6}}+{\tfrac {2}{6}}={\tfrac {5}{6}}}

### Voorbeeld 2
In het geval van drie mogelijke uitkomsten 1, 2 en 3, {\displaystyle \Omega =\{1,2,3\}}, zijn er vijf mogelijke verzamelingen gebeurtenissen {\displaystyle {\mathcal {F}}}:
1. {\displaystyle {\mathcal {F}}_{0}={\mathcal {P}}(\Omega )} bevat alle deelverzamelingen van {\displaystyle \Omega }. Alle uitkomsten kunnen worden onderscheiden.
2. {\displaystyle {\mathcal {F}}_{1}=\{\varnothing ,\{1\},\{2,3\},\Omega \}}, bevat singleton {\displaystyle \{1\}}, maar niet {\displaystyle \{2\}} en {\displaystyle \{3\}}, zodat de uitkomsten 2 en 3 niet kunnen worden onderscheiden.
3. {\displaystyle {\mathcal {F}}_{2}}, hetzelfde met singleton {\displaystyle \{2\}}
4. {\displaystyle {\mathcal {F}}_{3}}, hetzelfde met singleton {\displaystyle \{3\}}
5. {\displaystyle {\mathcal {F}}_{4}=\{\varnothing ,\Omega \}}, bevat geen van de drie singletons, dus bestaat  alleen uit de lege verzameling en de gehele uitkomstenruimte. Het experiment maakt geen onderscheid tussen de drie uitkomsten.

Het model kan in de laatste vier gevallen worden vereenvoudigd door dienovereenkomstig de uitkomstenruimte te verkleinen tot een of twee uitkomsten. Vervolgens wordt het kansmodel geheel bepaald door de kansen op de afzonderlijke uitkomsten.

## Eigenschappen
Opmerking: In de verzamelingenleer is gedefinieerd:
{\displaystyle B\setminus A=\{x|x\in B,x\notin A\}}
Uit bovenstaande axioma's kunnen de volgende eigenschappen worden afgeleid: 
- {\displaystyle P(\emptyset )=0}

{\displaystyle \emptyset \cap \emptyset =\emptyset }, dus is
{\displaystyle P(\emptyset )=P(\emptyset \cup \emptyset )=P(\emptyset )+P(\emptyset )}
- als {\displaystyle A_{1},A_{2},\ldots ,A_{n}} paarsgewijs disjuncte gebeurtenissen zijn, en {\displaystyle A_{1}\cup A_{2}\cup \ldots \cup A_{n}=\Omega }, dan geldt {\displaystyle P(A_{1})+P(A_{2})+\ldots +P(A_{n})=1}

Dit volgt uit het tweede en het derde axioma samen.
- als {\displaystyle A} en {\displaystyle B} gebeurtenissen zijn, geldt

{\displaystyle P(A\cup B)=P(A)+P(B)-P(A\cap B)}
want {\displaystyle A} en {\displaystyle B\setminus A} zijn disjunct, zodat {\displaystyle P(A\cup B)=P(A\cup (B\setminus A))=P(A)+P(B\setminus A)}
{\displaystyle B\setminus A} en {\displaystyle A\cap B} zijn ook disjunct
vanwege {\displaystyle x\in B\setminus A\implies x\notin A} en {\displaystyle x\in A\cap B\implies x\in A}
zodat {\displaystyle P(B)=P(B\setminus A)+P(A\cap B)\ } en {\displaystyle \ P(B\setminus A)=P(B)-P(A\cap B)}